# Alfred I. du Pont

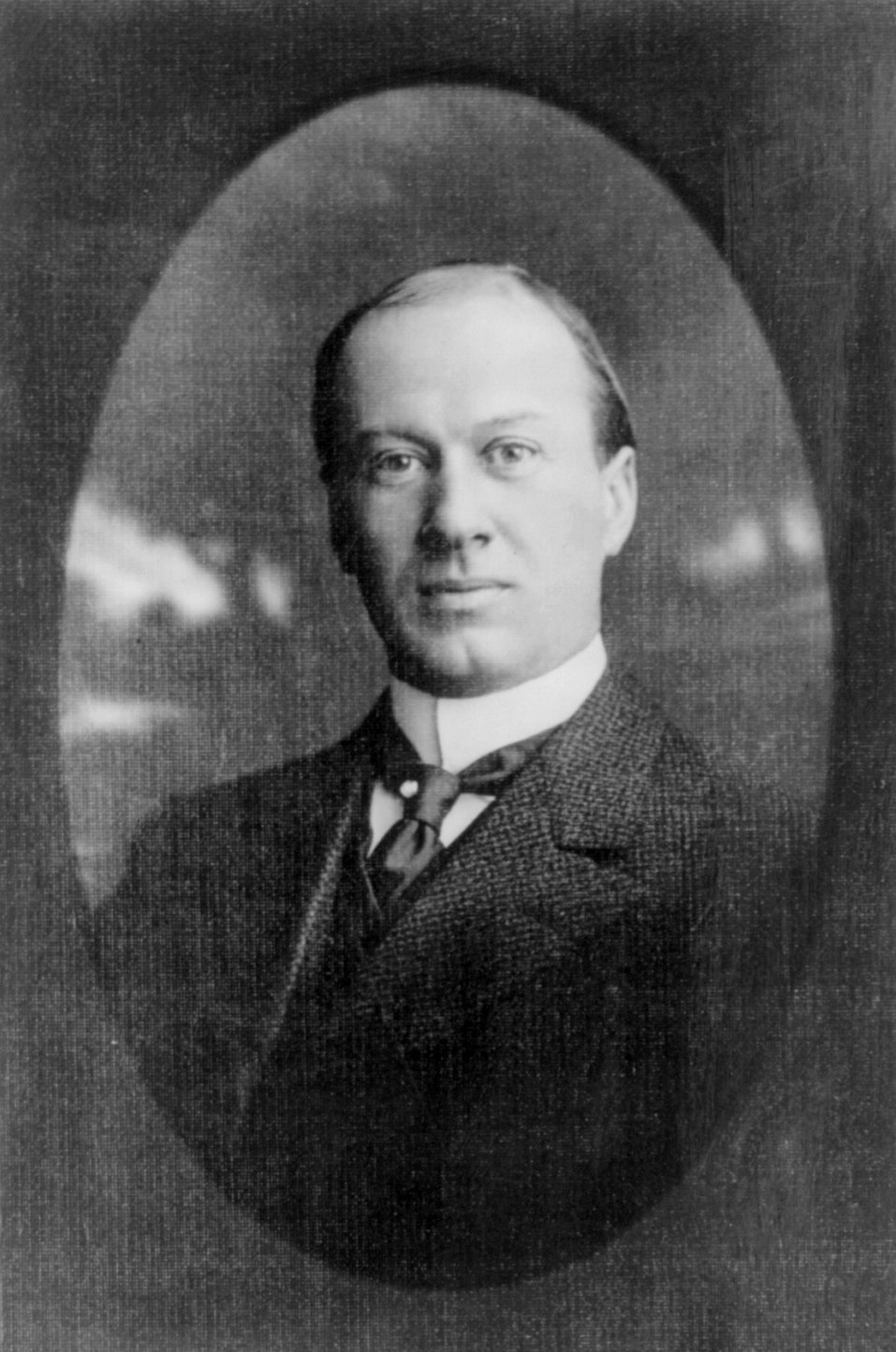
Alfred I(rénée) du Pont

Alfred Irénée du Pont (* 12. Mai 1864; † 28. April 1935) war ein US-amerikanischer Industrieller, Investor und Philanthrop. Als Mitglied der einflussreichen Du Pont-Familie war Alfred du Pont zunächst in der Führung des Familienbetriebs tätig, der Schießpulver-Fabrik E. I. du Pont de Nemours and Company (besser bekannt als Du Pont oder DuPont) in Delaware. Im Streit ausgeschieden, begann Alfred eigene Geschäfte zu machen und investierte in Grundstücke und Banken in Florida. Bei seinem Tod hinterließ er ein Vermögen von mehreren Millionen, das meiste davon im Alfred I. duPont Testamentary Trust.

## Leben
Alfred Du Pont wurde im Brandywine-Tal in Delaware geboren. In diese Gegend war sein Ur-Urgroßvater Pierre Samuel Dupont de Nemours mit seinen Söhnen nach der Französischen Revolution ausgewandert. Alfreds Eltern waren Eleuthère Irénée du Pont II. und Charlotte Shepard Henderson; er hatte zwei ältere Schwestern und zwei jüngere Brüder. Als Alfred 13 war, wurde seine Mutter nach einem hysterischen Anfall in eine Psychiatrische Anstalt eingewiesen und starb innerhalb einer Woche. Einen Monat später starb der Vater an Tuberkulose. Die zu Vollwaisen gewordenen Kinder wollten nicht voneinander getrennt werden. Die Mädchen blieben am Familiensitz Swamp Hall, während Alfred auf Internate geschickt wurde: zunächst auf die religiöse Shinn Academy in New Jersey, zwei Jahre später dann auf die Phillips Academy in Andover (Massachusetts). Nach Schulabschluss schrieb sich Alfred am Massachusetts Institute of Technology ein; Zimmergenosse war sein Cousin T. Coleman du Pont.

## Familienunternehmen
1884 begann Alfred in der Schießpulver-Fabrik seiner Familie zu arbeiten. Aus dieser Zeit stammen die meisten seiner mehr als 200 Patente.
1887 heiratete er seine Cousine Bessie Gardner (1864–1949), mit der er vier Kinder hatte. 1889 übernahm Eugene du Pont die Leitung des Unternehmens und benannte es um in E.I. du Pont de Nemours and Company. Alfred du Pont war Teilhaber, aber nicht Mitglied der Geschäftsführung.
Als Eugene du Pont 1902 starb, wurde Coleman du Pont Präsident der Firma, Pierre S. du Pont Schatzmeister und Executive Vice President, während Alfred du Pont als Vice President die Schwarzpulver-Produktion verantwortete.

## Scheidung und Neuheirat
Bei einem Jagdunfall 1906 verlor Alfred ein Auge und ließ sich von seiner ersten Frau Bessie scheiden, vertrieb sie und die gemeinsamen Kinder aus Swamp Hall und ließ den Familiensitz zerstören. Im Jahr darauf heiratete Alfred Mary (Alicia) Heyward Bradford (* 1875), eine frisch geschiedene Cousine zweiten Grades. Diese war zuvor mit Alfreds Sekretär George Amory Maddox verheiratet gewesen.

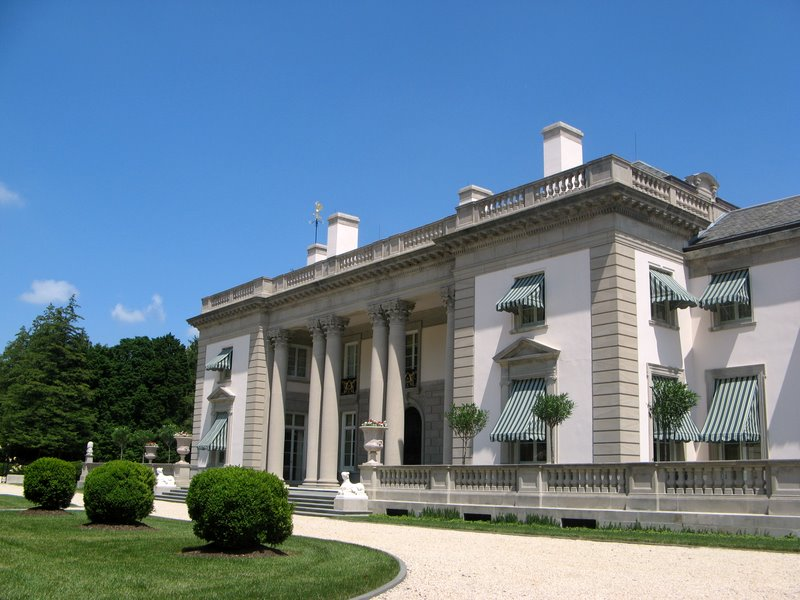
Nemours Mansion

Alfred adoptierte Bradfords Tochter Alicia Maddox und ließ für seine neue Familie von den berühmten Architekten Carrère and Hastings ein fünfstöckiges Anwesen in Wilmington (Delaware) errichten, die Nemours Mansion and Gardens. Zwei Kinder aus seiner neuen Ehe starben früh.
Seine Verwandten und Geschäftspartner Coleman und Pierre du Pont solidarisierten sich mit Alfreds erster Frau. Als Alfred das Familienunternehmen 1914 aus gesundheitlichen Gründen verließ, entwickelte sich zudem eine juristische Auseinandersetzung um eine Umschichtung von Anteilen, durch die sich Pierre du Pont zum Mehrheitseigner der Firma gemacht hatte.
Alfred du Pont begann stattdessen in Zeitungen zu investieren und nutzte seine Macht als Verleger, um eine Präsidentschaftskandidatur von Coleman zu verhindern wie auch die Wiederwahl von Henry A. du Pont in den US-Senat. Nach einem schlechten Geschäft war er nahezu bankrott, als im Januar 1920 auch noch seine Frau starb. Zusätzlich zu seiner Sehbehinderung war Alfred fast taub.
Die zwanzig Jahre jüngere Jessie Dew Ball hatte Alfred kennengelernt, als sie 14 Jahre alt war, und sie hatten seitdem miteinander Kontakt gehalten. Alfred warb um die nach Kalifornien gezogene Grundschullehrerin. Am 22. Januar 1921 heirateten sie.
Ball du Pont nahm Denise, Alfreds Tochter aus zweiter Ehe an, und kittete das Verhältnis zu seiner Familie. Ihr jüngerer Bruder Edward Ball begann 1923 für seinen Schwager zu arbeiten, zog nach Delaware und verwaltete Alfreds Vermögen.

## Umzug nach Florida und Vermächtnis
Nachdem Pierre du Pont 1925 zum Steuer-Kommissar von Delaware ernannt worden war, zogen Alfred, Jessie und Edward 1926 nach Jacksonville (Florida) und ließen sich dort dauerhaft nieder. Alfred erwarb ein Grundstück am St. Johns River und ließ ein Anwesen mit 25 Zimmern errichten. Seine Frau nannte es Epping Forest, nach der Siedlung in Virginia von Mary Ball Washington, einer Verwandten.
Nach kleineren Immobiliengeschäften in Florida wandte Alfred du Pont sich dem Bankgeschäft zu und erwarb einen Anteil an der Florida National Bank (FNB) in Jacksonville. Als er 1935 im Alter von 70 Jahren starb, wurde sein Vermögen auf mehr als 56 Millionen US$ geschätzt; nach Vermögenssteuern von $30 Millionen verblieben $26 Millionen, die in einen Trust unter der Kontrolle von Ball du Pont und ihrem Bruder flossen. 1939 wurde der Trust mit $72 Millionen bewertet; 1981 mit $2 Milliarden und 2006 mit $4,5 Milliarden.
Nach Alfred ist ein Journalisten-Preis der Columbia University benannt.